# Bad Meets Evil
Bad Meets Evil é uma dupla americana de hip-hop de Detroit, Michigan que consiste nos rappers Eminem e Royce da 5'9". São mais conhecidos por colaborarem em uma canção auto-intitulada com uma grande gravadora de Eminem em seu álbum de estreia The Slim Shady LP em 1999, em associação ao Dr. Dre e sua gravadora Aftermath Entertainment e seu EP de sucesso Hell: The Sequel.
A dupla gravou inúmeras canções bem recebidas ocultamente, incluindo a canção popular "Renegade", mais tarde regravada por Jay-Z no álbum The Blueprint, com versos de Royce's substituídos pelos de Jay-Z. Eles também gravaram numerosos freestyle rap em conjunto, incluindo uma batalha de 12 minutos de duração.Um concerto de Bad Meets Evil filmado em Setembro de 1998 em Boston, no Salão Lyricist que acabou vazando na internet.
Os Bad Meets Evil se separaram em início dos anos 2000, depois de Royce sair do grupo de Eminem, D12. Eles já se reuniram e lançaram o seu EP Hell: The Sequel em 14 de junho de 2011, que estreou no número 1 na parada musical Billboard 200. Vendas finais para a primeira semana do EP foram 171.000.

## Discografia

### EP
| Título           | Detalhes                                                                                      | Posições | Posições | Posições | Posições | Posições | Posições | Posições | Posições | Vendas                 |
| Título           | Detalhes                                                                                      | EUA      | EUA R&B  | EUA Rap  | AUS      | CAN      | NZ       | SWI      | UK       | Vendas                 |
| ---------------- | --------------------------------------------------------------------------------------------- | -------- | -------- | -------- | -------- | -------- | -------- | -------- | -------- | ---------------------- |
| Hell: The Sequel | - Lançado: 13 de Junho de 2011 - Gravadora: Shady, Interscope - Formato: CD, digital download | 1        | 1        | 1        | 3        | 1        | 15       | 5        | 7        | - : 370.000 - : 88,950 |

### Singles
| Ano                                                               | Música                            | Melhores posições | Melhores posições          | Melhores posições | Melhores posições | Melhores posições | Melhores posições | Melhores posições | Álbum                   |
| Ano                                                               | Música                            | US                | US Rap [carece de fontes?] | AUS               | CAN               | IRE               | NZ                | UK                | Álbum                   |
| ----------------------------------------------------------------- | --------------------------------- | ----------------- | -------------------------- | ----------------- | ----------------- | ----------------- | ----------------- | ----------------- | ----------------------- |
| 1999                                                              | "Nuttin' to Do"                   | —                 | 32                         | —                 | —                 | —                 | —                 | 182               | Single de nenhum álbum. |
| 2011                                                              | "Fast Lane"                       | 32                | —                          | 88                | 50                | —                 | 35                | 66                | Hell: The Sequel        |
| 2011                                                              | "Lighters" (featuring Bruno Mars) | 6                 | 4                          | 11                | 12                | 16                | 2                 | 13                | Hell: The Sequel        |
| "—" denotes releases that did not chart or receive certification. |                                   |                   |                            |                   |                   |                   |                   |                   |                         |

### Singles promocionais
| Ano  | Música         | Melhor posição em paradas musicais | Álbum                   |
| Ano  | Música         | UK                                 | Álbum                   |
| ---- | -------------- | ---------------------------------- | ----------------------- |
| 1999 | "Scary Movies" | 63                                 | Single de nenhum álbum. |

## Vídeos musicais
| Título      | Ano  | Diretores    |
| ----------- | ---- | ------------ |
| "Fast Lane" | 2011 | James Larese |
| "Lighters"  | 2011 | Rich Lee     |

## Aparições juntos
| Música           | Álbum              | Performeces                      | Produções                  | Ano  |
| ---------------- | ------------------ | -------------------------------- | -------------------------- | ---- |
| "Bad Meets Evil" | The Slim Shady LP  | Eminem                           | Bass Brothers, Eminem      | 1999 |
| "She's the One"  | –                  | Royce da 5'9"                    | The Neptunes               | 2000 |
| "Renegade"       | –                  | Eminem                           | Eminem                     | 2001 |
| "What the Beat"  | The Professional 2 | DJ Clue? featuring Method Man    | DJ Clue?, Duro             | 2001 |
| "Rock City"      | Rock City          | Royce da 5'9"                    | Red Spyda                  | 2002 |
| "Session One"    | Recovery           | Eminem featuring Slaughterhouse  | Just Blaze                 | 2010 |
| "2.0 Boys"       | –                  | Eminem, Slaughterhouse, Yelawolf | WillPower, KP, Eminem      | 2011 |
| "Writer's Block" | Success Is Certain | Royce da 5'9"                    | StreetRunner, Sarom Soundz | 2011 |